# Грицан Андрій Володимирович
Андрі́й Володи́мирович Грица́н (нар. 6 вересня 1991 — пом. 20 січня 2015) — солдат Збройних Сил України, учасник російсько-української війни. Один із «кіборгів».

## Життєпис
2009 року закінчив 9 класів ЗОШ села Великі Дідушичі, 2011-го — Стрийське вище художнє професійне училище. Протягом 2011—2012 років проходив строкову військову службу в лавах ЗСУ — рота снайперів 169-го навчального центру. Від 2013-го працював оператором верстатів на заводі «Леоні Ваерінг Системс УА ГмБХ».
Мобілізований у кінці серпня 2014 року, солдат 1-го взводу 9-ї роти 3-го батальйону 80-ї окремої аеромобільної бригади, кулеметник.
Від 12 січня 2015-го перебував в Донецькому аеропорту. 19 січня дзвонив з аеропорту додому, був поранений. Загинув під час оборони аеропорту 20 січня — вважався зниклим безвісти після підриву терористами 2-го поверху терміналу.
Ідентифікований за експертизою ДНК серед загиблих, похований 8 липня 2015 року у Великих Дідушичах.
Без Андрія лишилися мама та молодша сестра Ганна.

## Нагороди та вшанування
За особисту мужність і героїзм, виявлені у захисті державного суверенітету та територіальної цілісності України, вірність військовій присязі під час російсько-української війни, відзначений — нагороджений
- 22 вересня 2015 року — орденом «За мужність» III ступеня (посмертно)[1]
- нагрудним знаком «За оборону Донецького аеропорту» (посмертно)
- відзнакою «Народний Герой України» (посмертно)
- медаллю «Захисникам Вітчизни» (посмертно)
- пам'ятною медаллю «122-й окремий аеромобільний батальйон» (посмертно)
- медаллю УПЦ КП «За жертовність і любов до України» (посмертно)
- почесною відзнакою «Командира 80 ОДШБр» (посмертно)
- У школі села Великі Дідушичі освятили барельєф пам'яті Андрія Грицана
- 16 червня 2017 р. у Стрийському вищому художньому професійному училищі відкрили та освятили пам'ятний Знак і сквер герою АТО, кіборгу Андрію Грицану, який тут навчався. Цю архітектурно-мистецьку композицію створено та встановлено силами працівників, викладачів і студентів Стрийського ВХПУ. Автор проєкту — викладач композиції цього навчального закладу Павло Синько, виконавець — майстер виробничого навчання СВХПУ, воїн АТО Дмитро Лебеденко. Лебеденко Дмитро Миколайович -учасник АТО, солдат — кулеметник. Брав участь в боях у 2014—2015 рр. у Донецькій та Луганській областях. Нагороджений медаллю «За оборону України».[2]
- Вшановується в меморіальному комплексі «Зала пам'яті», в щоденному ранковому церемоніалі 20 січня[3][4].

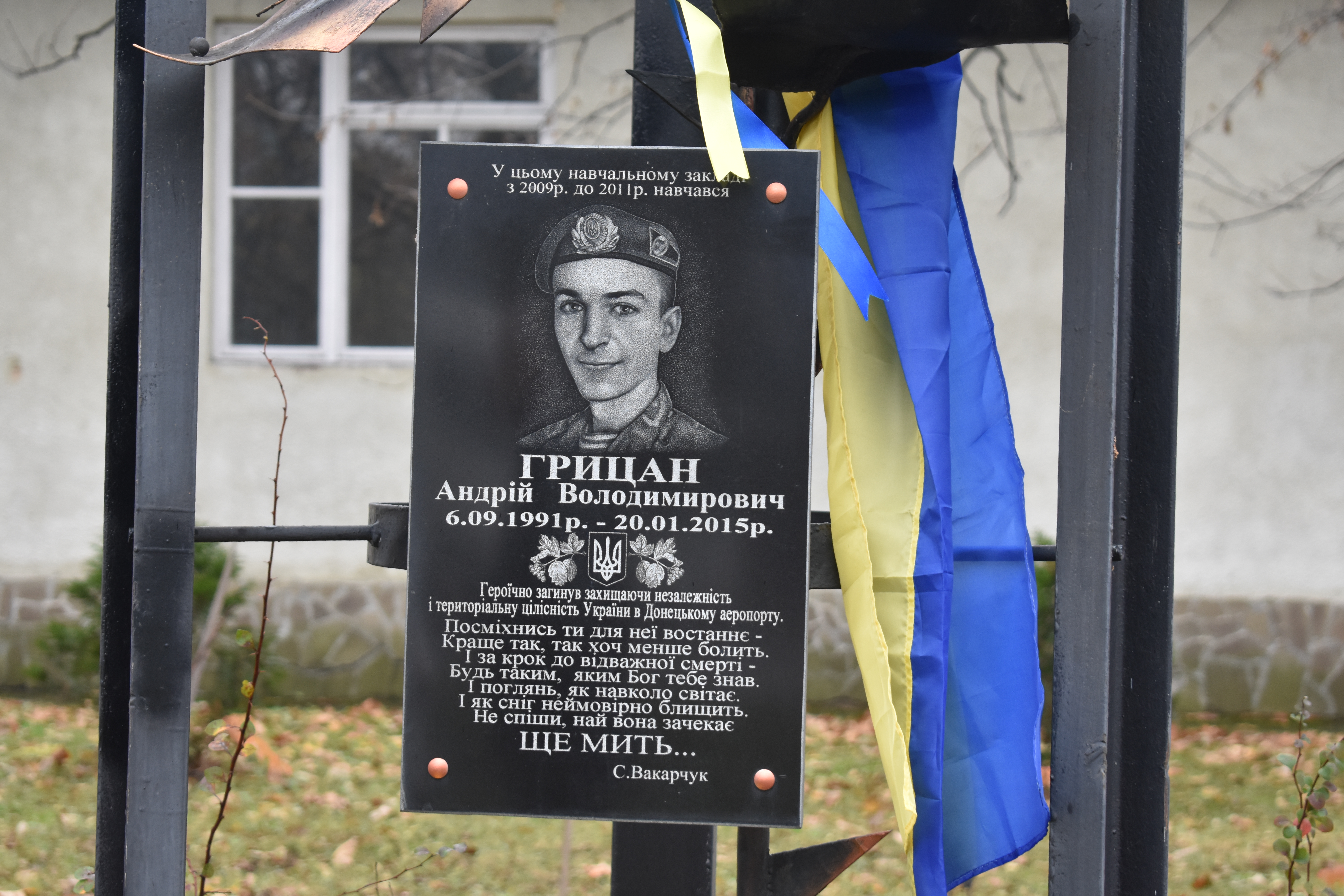
Пам’ятний Знак Андрію Грицану
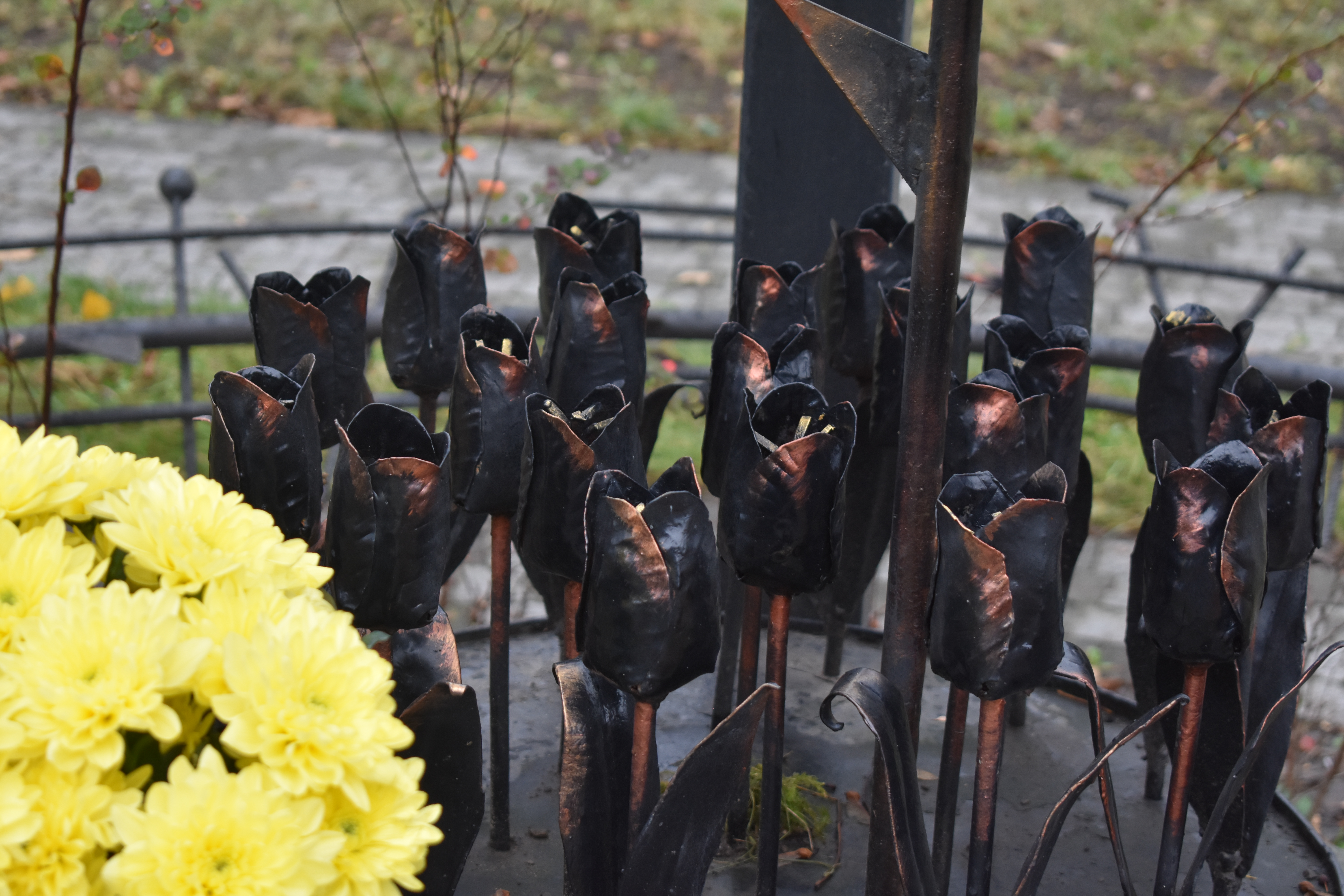
Пам’ятний Знак Андрію Грицану
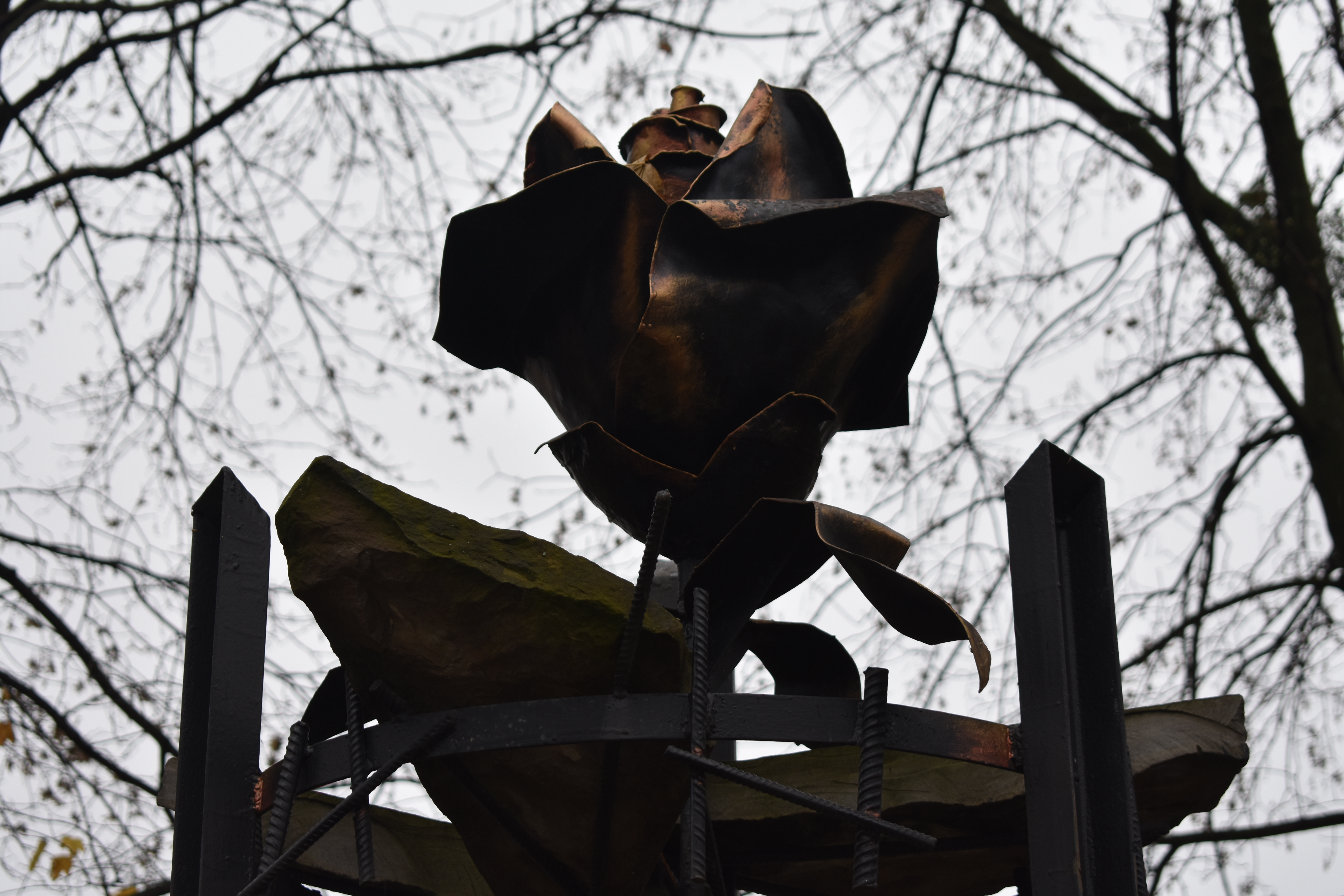
Пам’ятний Знак Андрію Грицану
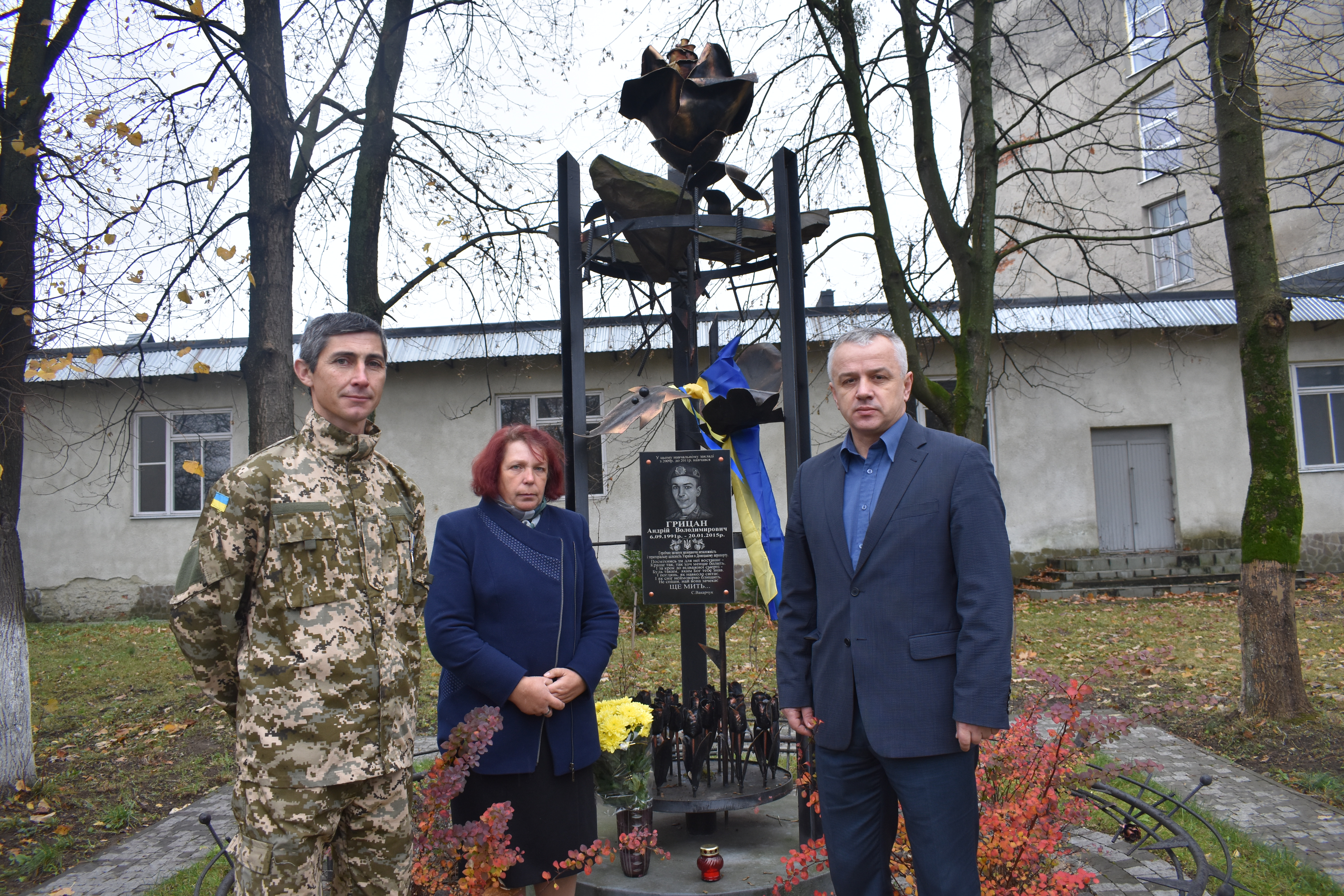
Майстер Лебеденко Дмитро, мама Марія Грицан та директор Стрийського вищого художнього професійного училища Роман Берездецький